# Portrait de Lady Agnew of Lochnaw
Le Portrait de Lady Agnew of Lochnaw est un tableau réalisé par John Singer Sargent en 1892, conservé à la galerie nationale d'Écosse, à Édimbourg, depuis 1925.

## Personnalité
Gertrude Vernon (1864-1932) est la petite fille  de Robert Vernon (1er baron Lyveden). Ses parents sont l'honorable Gowran Vernon et Caroline Fazakerley.
Elle s'est mariée le 15 octobre 1889 à Sir Andrew Agnew, un avocat qui a hérité de la baronnie et des domaines de Lochnaw à Galloway. Il est ainsi devenu 9e baronnet de Lochnaw (1850-1928), du clan écossais des Agnew.
Son époux est député d'Edinburgh South à la Chambre des communes. 
Le couple n'eut pas d'enfant.

## Histoire
Cette huile sur toile (127 × 101 cm) a été réalisée à la demande son époux Andrew Noel Agnew. 
Le tableau a été exposé à la Royal Academy en 1893 et a contribué à la renommée de Sargent. Le sculpteur Rodin le décrit comme « le Van Dyck de notre temps ». 
Il a lancé Lady Agnew en tant que beauté de la société.